# Übriggebliebene ausgereifte Haltungen
Übriggebliebene ausgereifte Haltungen ist eine Rockumentary von Peter Ott aus dem Jahr 2007 über die Hamburger Band Die Goldenen Zitronen.

## Handlung
In seinem Dokumentarfilm beschäftigt sich der Regisseur Peter Ott mit der Bandgeschichte der Goldenen Zitronen und dem Widerspruch von Popmusik mit politischem Anspruch. Peter Ott benutzt für die Rekonstruktion der Bandbiografie altes Archivmaterial, Interviews, dokumentarische Aufnahmen und extra für den Film inszenierte Szenen. Sein Film ist in vier Kapitel gegliedert: Ironie vs. Ideologie, Autonomie vs. Ökonomie, Publikum vs. politische Korrekturen und Selbstreflektion vs. Sekundärverwertung, die den Wandel der Goldenen Zitronen über die letzten 20 Jahre von der Fun-Punk-Band über den Zwang zur politischen Stellungnahme bis hin zum Experimentieren mit vielen musikalischen Stilen und dem Ankommen einzelner Mitglieder im öffentlichen Kulturbetrieb aufzeigen.
So werden in der Geschichte der Goldenen Zitronen einerseits die Brüche gezeigt, was z. B. die Auftritte der Band betrifft. Hatten in den 1980er Jahren die Konzerte einen eher unterhaltsamen Charakter, so werden bei späteren Konzerten durch das Auftreten des Sängers Schorsch Kamerun und die musikalische Darbietung der Band die Erwartungshaltungen ihrer Zuschauer bewusst verweigert oder zurückgewiesen. Andererseits verdeutlicht der Film die Kontinuitäten in der Haltung der Band, die zwar als sogenannte Fun-Punk-Band Mitte der 1980er Jahre begann, aber bereits damals mit ihren Texten, musikalischen Stil, der sich teilweise vom Punk entfernte, und dem Tragen von Schlagerklamotten in der Punk-Szene aneckte und sich über deren starre musikalische Dogmen lustig machte und die sich im Gegensatz zu ihren damaligen Weggefährten, den Toten Hosen und den Ärzten, einem kommerziellen Weg, unter anderem durch die Ablehnung der Zusammenarbeit mit Major-Labels und einer Teilnahme am Mainstream in der Popkultur, bis heute verweigert.
Der Film wurde am 16. April 2007 im Rahmen der dokumentarfilmwoche hamburg uraufgeführt.

## Mitwirkende
Neben aktuellen und ehemaligen Bandmitgliedern der Goldenen Zitronen kommen in dem Film auch deren Begleiter und Bekannte, wie z. B. der frühere Bandmanager und Maler Daniel Richter oder der Poptheoretiker Diedrich Diederichsen zu Wort oder tauchen in für den Film verwendeten Archivaufnahmen auf. Zu sehen sind in diesen unter anderem Campino, Rocko Schamoni und Der Wahre Heino. Für den Film wurden auch Fernsehausschnitte benutzt, in denen Christian Ulmen oder Charlotte Roche vorkommen.

## Kritik
„Porträt der Hamburger Polit-Punk- und Avantgarde-Band ‚Die Goldenen Zitronen‘, das sich den Musikern und ihrer ostentativen Verweigerungshaltung angemessen anzunähern versucht. Trotz des reichen Archivmaterials sowie der Aussagen von Ex-Band-Mitgliedern weist der Film aber erstaunliche Lücken auf und lässt viele Wünsche offen.“